# Peggy (lune)
Pour les articles homonymes, voir Peggy.
Peggy (nom non officiel) est un satellite naturel de Saturne, plus précisément un satellite à hélice situé au bord de l'anneau A.
L'objet a été découvert sur des images prises par l'instrument ISS (Imaging Science Subsystem) de la sonde spatiale Cassini le 15 avril 2013 et montrant la présence d'un objet brillant étendu au bord de l'anneau A de Saturne.
Il est nommé d'après la belle-mère du découvreur.